# Краљевина Пољска (1917—1918)
Краљевина Пољска (пољ. Królestwo Polskie), информално позната као Регенство Краљевине Пољске, је била марионетска држава коју су створиле Немачко царство и Аустроугарска у Првом светском рату.